# 维尼亚库尔
维尼亚库尔（法語：Vignacourt，法語發音：[viɲakuʁ]）是法国上法蘭西大區索姆省的一个市镇，属于亚眠区。

## 地理
维尼亚库尔（50°0'40"N, 2°11'42"E）面积29.1 平方千米，位于法国上法蘭西大區索姆省，该省份为法国北部沿海省份，北起加来海峡省和北部省，西接滨海塞纳省和大西洋英吉利海峡，南至瓦兹省，东临埃纳省。
与维尼亚库尔接壤的市镇（或旧市镇、城区）包括：贝尔托库尔莱达姆、拉绍塞蒂朗库尔、索姆河畔贝卢瓦、贝当库尔圣旺、弗莱塞勒、阿卢瓦莱佩尔努瓦、阿韦尔纳、佩尔努瓦、圣旺、圣瓦斯特昂绍塞、沃昂纳米耶努瓦。
维尼亚库尔的时区为UTC+01:00、UTC+02:00（夏令时）。

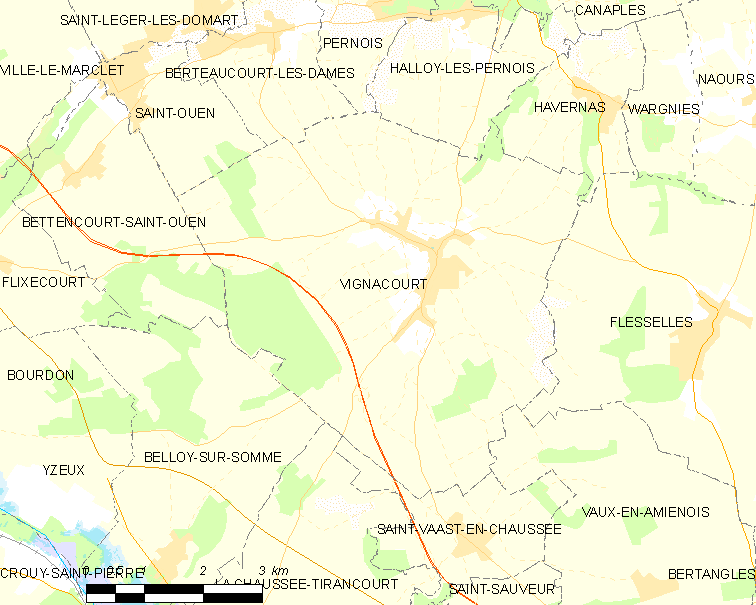
维尼亚库尔的OSM定位图

## 行政
维尼亚库尔的邮政编码为80650，INSEE市镇编码为80793。

## 政治
维尼亚库尔所属的省级选区为弗利克斯库尔县。

## 人口

1962-2008年间维尼亚库尔人口变化图示

维尼亚库尔于2022年1月1日时的人口数量为2280人。